# Systenita prasina
Genre
Espèce
Systenita prasina, unique représentant du genre Systenita, est une espèce d'araignées aranéomorphes de la famille des Pholcidae.

## Distribution
Cette espèce est endémique du Venezuela.

## Description
Le mâle décrit par Huber en 1997 mesure 2,1 mm et la femelle 2,1 mm.

## Publication originale
- Simon, 1893 : Études arachnologiques. 25e Mémoire. XL. Descriptions d'espèces et de genres nouveaux de l'ordre des Araneae. Annales de la Société Entomologique de France, vol. 62, p. 299-330 (texte intégral).